# Дунавски щипок
Дунавският щипок (Sabanejewia bulgarica) е вид лъчеперка от семейство Cobitidae. Видът не е застрашен от изчезване.

## Разпространение
Разпространен е в България, Молдова, Румъния, Сърбия, Украйна, Унгария и Хърватия.

## Описание
На дължина достигат до 12 cm.